# Toma y despegue

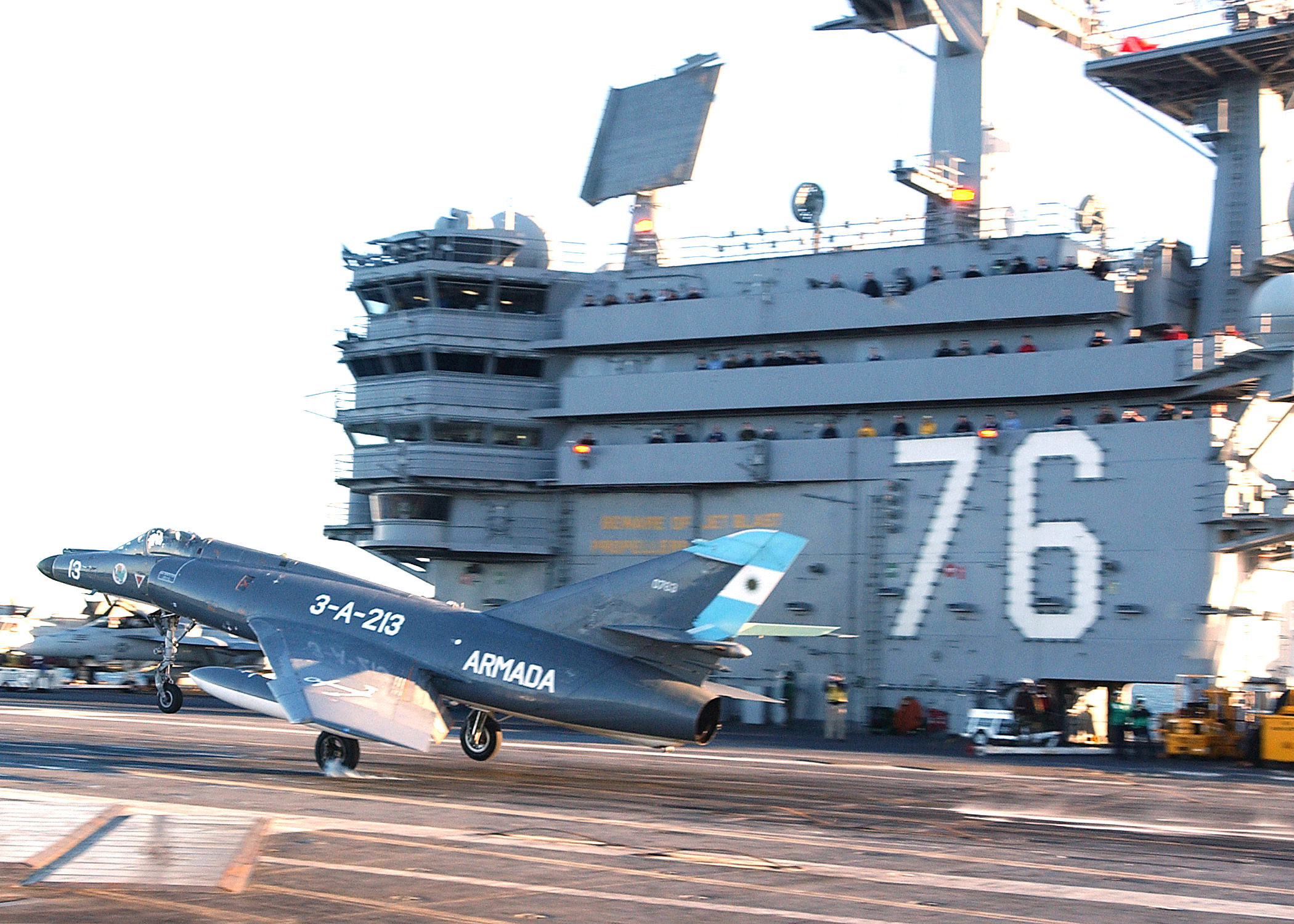
Un avión a reacción de la armada argentina, el Dassault Super Etendard, realizando una maniobra de toma y despegue.

En aviación, una toma y despegue traducido del inglés: touch-and-go (TGL) es una maniobra  que suele emplearse en aeronáutica por los pilotos que se encuentran en fase de aprendizaje para volar en una aeronave de ala fija. Esta maniobra implica aterrizar en una pasarela despegando de nuevo sin llegar a detenerse. Normalmente el piloto que realiza esta maniobra da vueltas alrededor del aeropuerto con un patrón definido y repite la maniobra. Esto permite a los pilotos practicar muchos aterrizajes en poco tiempo.
Las maniobras de toma y despegue son también cruciales cuándo un avión con intención de aterrizar se encuentra con que no dispone de suficiente espacio para detener el avión sin salirse de la pista, pero sí que tiene el espacio necesario para acelerar y despegar otra vez para llevar a cabo un aterrizaje frustrado.

## Procedimiento estándar
El circuito estándar empieza rodando por la pista hasta que la aeronave eleva el morro (maniobra de rotación), ascendiendo hasta los 500 pies AGL sobre la pista, un viraje —dependiendo de las circunstancias se realiza a izquierdas o a derechas— hasta tomar un rumbo perpendicular a la pista, continuando la ascensión hasta obtener la altitud del patrón de tráfico —normalmente 1000 pies sobre la pista—, seguido por otro viraje a izquierdas o derechas para situarse paralelamente a la pista y en contra del viento y manteniendo la altitud. Es entonces cuando el piloto realiza las comprobaciones previas al aterrizaje, se pone en contacto con la torre de control para pedir permiso solicitando el aterrizaje completo, otra toma y despegue o cualquier otra opción. Después de ver el umbral de la pista a 45 grados detrás de él, el piloto hace otro giro descendente a la izquierda o a la derecha hasta los 500 pies AGL. Luego, el piloto pone en marcha la última fase: la aproximación final, momento en el que debe recibirse la autorización para aterrizar o para una toma y despegue.

## Debate sobre el papel en la instrucción de vuelo en Estados Unidos
La perspectiva en esta sección se trata principalmente en los Estados Unidos y no representan una visión global del tema.
Algunos instructores de vuelo estadounidenses creen que la maniobra de toma y despegue no tendría que utilizarse tan a menudo con aprendices de piloto. Argumentan que este procedimiento da como resultado una menor atención al aprendizaje a la hora de aterrizar correctamente y, por lo tanto, crea problemas de seguridad. Señalan que ni los estándares prácticos de prueba de la FAA ni su manual de vuelo de avión contenplan las tomas y despegues.
Los instructores que están a favor del uso de la toma y despegue lo hacen porque ello permite al piloto practicar más aterrizajes por hora de instrucción. El alumnado que realiza maniobras de toma y despegue encuentra más sencillo llegar a dominar el aterrizaje, particularmente la etapa final conocida como «Landing flare» o recogida, que a menudo es difícil de aprender. Estar preparando para despegar mientras se aterriza es una habilidad de seguridad necesaria, añaden, porque cualquier piloto tiene que ser capaz de tomar la decisión adecuada a la hora de abortar un aterrizaje si fuera necesario.